# Штефенешть (Штефан-Водський район)
Штефенешть (рум. Ştefăneşti) — село в Молдові в Штефан-Водському районі. Утворює окрему комуну.